# Football Club de Metz
El Football Club de Metz és un club de futbol francès de la ciutat de Metz.

## Història
El FC Metz va ser fundat l'any 1932 per la fusió de dos clubs atlètics amateurs (el Cercle Athlétique Messin fundat el 1919 i posteriorment anomenat DCA Messin i l'AS Metzine), esdevenint posteriorment un club professional (és un dels clubs professionals més antics de França). El 1934 s'anomenà Cercle de Sports de Metz, adoptant el nom actual el 1936. El FC Metz ascendí a la màxima categoria el 1965 i s'hi mantingué fins a l'any 2001, tot i que hi retornà de nou la temporada següent. El 2006 tornà a segona de nou.

## Palmarès
- 2 Copa francesa de futbol: 1984, 1988
- 2 Copa de la Lliga francesa de futbol: 1986, 1996
- 1 Ligue 2: 1935
- 8 Campionat de Lorena: 1920, 1921, 1922, 1924, 1926, 1927, 1929, 1931

## Entrenadors destacats
- Marcel Husson
- Joël Muller
- Jean Fernandez

## Jugadors destacats
Porters
| - Michel Ettore - Bernard Lama |  | - Lionel Letizi - Faryd Mondragon |  | - François Remetter - André Rey |  | - Johnny Schuth - Jacques Songo'o |

Defenses
| - Patrick Battiston - Albert Cartier | - Charles Fosset - Philippe Gaillot | - Sylvain Kastendeuch - Pascal Pierre | - Rigobert Song - Luc Sonor |

Migcampistes
| - Aljosa Asanovic - Henri Baillot - Jocelyn Blanchard - Danny Boffin | - Thadée Cisowski - Philippe Hinsberger - Frédéric Meyrieu - Robert Pirès | - Franck Ribéry - Jean-Philippe Rohr - Albert Rohrbacher | - Robert Szczepaniak - David Terrier - Philippe Vercruysse |

Davanters
| - Emmanuel Adebayor - Bep Bakhuys - Eric Black - Jules Bocandé - Nico Braun | - François Calderaro - Nestor Combin - Hugo Curioni - Magalhaes Isaias - Abdelkrim Merry Krimau | - Ignace Kowalczyk - Tony Kurbos - Johnny Léonard - Patrick Mboma - Carmelo Micciche | - Cyrille Pouget - Bruno Rodriguez - Louis Saha - Didier Six - Bernard Zénier |